# Erchin
Erchin est une commune française située dans le département du Nord, en région Hauts-de-France. La Société d'Erchin y a ouvert sans succès l'avaleresse d'Erchin, la Compagnie des mines d'Azincourt sa fosse no 2, et la Compagnie des mines d'Aniche sa fosse Sébastopol.

## Géographie

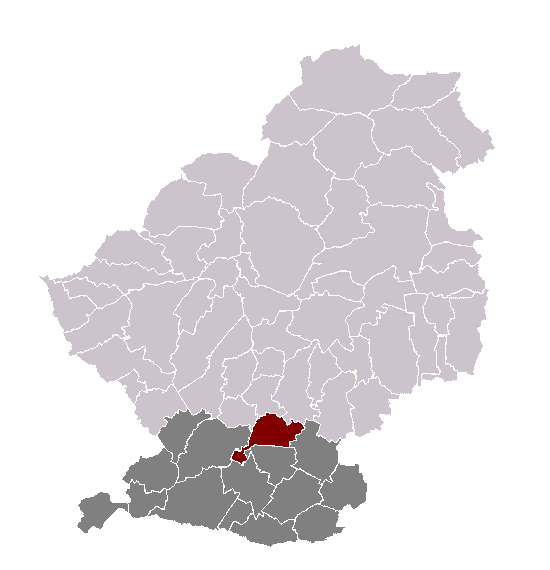
Erchin dans son canton et son arrondissement

Erchin est un village aussi vallonné que plat. On parle souvent d'ailleurs des Monts d'Erchin, qui sont jalonnés d'une forêt qui va jusqu'à la limite d'entrée de celle de la commune voisine : Lewarde
Sur les hauteurs d'Erchin se situe le fameux château d'eau éponyme, composé de deux tours. Ce bâtiment alimente en eau, non seulement Erchin, mais aussi les communes avoisinantes, comme Monchecourt par exemple.
Le village se situe à quelques kilomètres de la sous-préfecture de Douai, au sud-est.

### Communes limitrophes
| Roucourt   | Lewarde           | Masny       |
| Cantin     | Erchin            | Monchecourt |
| Bugnicourt | Villers-au-Tertre |             |

### Hydrographie
La commune est située dans le bassin Artois-Picardie. Elle n'est drainée par aucun cours d'eau,.

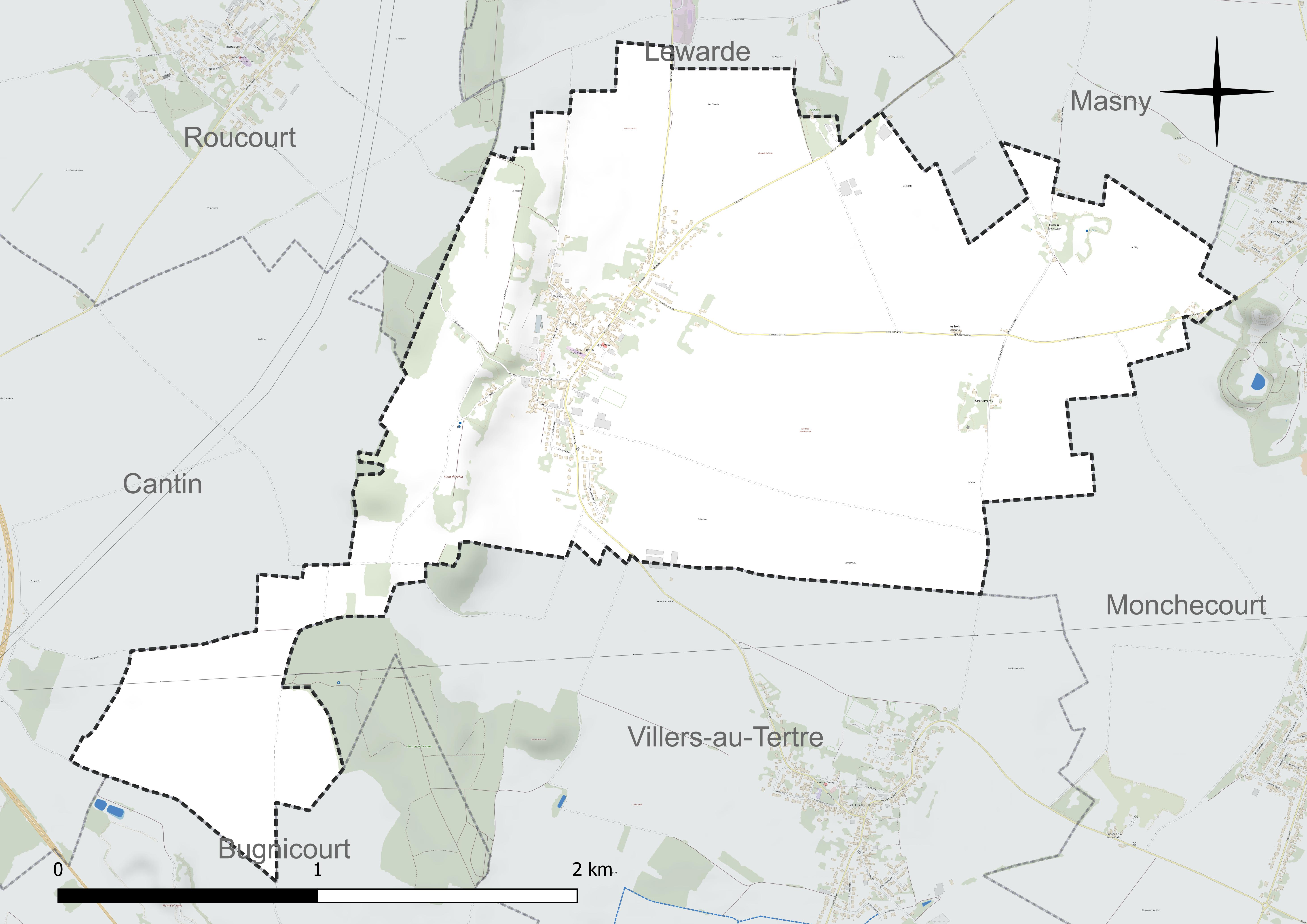
Réseau hydrographique d'Erchin.

### Climat
Pour des articles plus généraux, voir Climat des Hauts-de-France et Climat du Nord.
En 2010, le climat de la commune est de type climat océanique dégradé des plaines du Centre et du Nord, selon une étude du CNRS s'appuyant sur une série de données couvrant la période 1971-2000. En 2020, Météo-France publie une typologie des climats de la France métropolitaine dans laquelle la commune est exposée à un climat océanique et est dans la région climatique  Nord-est du bassin Parisien, caractérisée par un ensoleillement médiocre, une pluviométrie moyenne régulièrement répartie au cours de l'année et un hiver froid (3 °C). 
Pour la période 1971-2000, la température annuelle moyenne est de 10,5 °C, avec une amplitude thermique annuelle de 14,7 °C. Le cumul annuel moyen de précipitations est de 704 mm, avec 11,8 jours de précipitations en janvier et 9,3 jours en juillet. Pour la période 1991-2020, la température moyenne annuelle observée sur la station météorologique la plus proche, située sur la commune de Douai à 9 km à vol d'oiseau, est de 11,0 °C et le cumul annuel moyen de précipitations est de 729,2 mm,. Pour l'avenir, les paramètres climatiques de la commune estimés pour 2050 selon différents scénarios d'émission de gaz à effet de serre sont consultables sur un site dédié publié par Météo-France en novembre 2022.

## Urbanisme

### Typologie
Au 1er janvier 2024, Erchin est catégorisée commune rurale à habitat dispersé, selon la nouvelle grille communale de densité à sept niveaux définie par l'Insee en 2022.
Elle est située hors unité urbaine. Par ailleurs la commune fait partie de l'aire d'attraction de Douai, dont elle est une commune de la couronne,. Cette aire, qui regroupe 61 communes, est catégorisée dans les aires de 50 000 à moins de 200 000 habitants,.

### Occupation des sols
L'occupation des sols de la commune, telle qu'elle ressort de la base de données européenne d'occupation biophysique des sols Corine Land Cover (CLC), est marquée par l'importance des territoires agricoles (91,3 % en 2018), une proportion sensiblement équivalente à celle de 1990 (91,6 %). La répartition détaillée en 2018 est la suivante : 
terres arables (79 %), zones agricoles hétérogènes (12,2 %), zones urbanisées (7,1 %), forêts (1,6 %). L'évolution de l'occupation des sols de la commune et de ses infrastructures peut être observée sur les différentes représentations cartographiques du territoire : la carte de Cassini (XVIIIe siècle), la carte d'état-major (1820-1866) et les cartes ou photos aériennes de l'IGN pour la période actuelle (1950 à aujourd'hui).

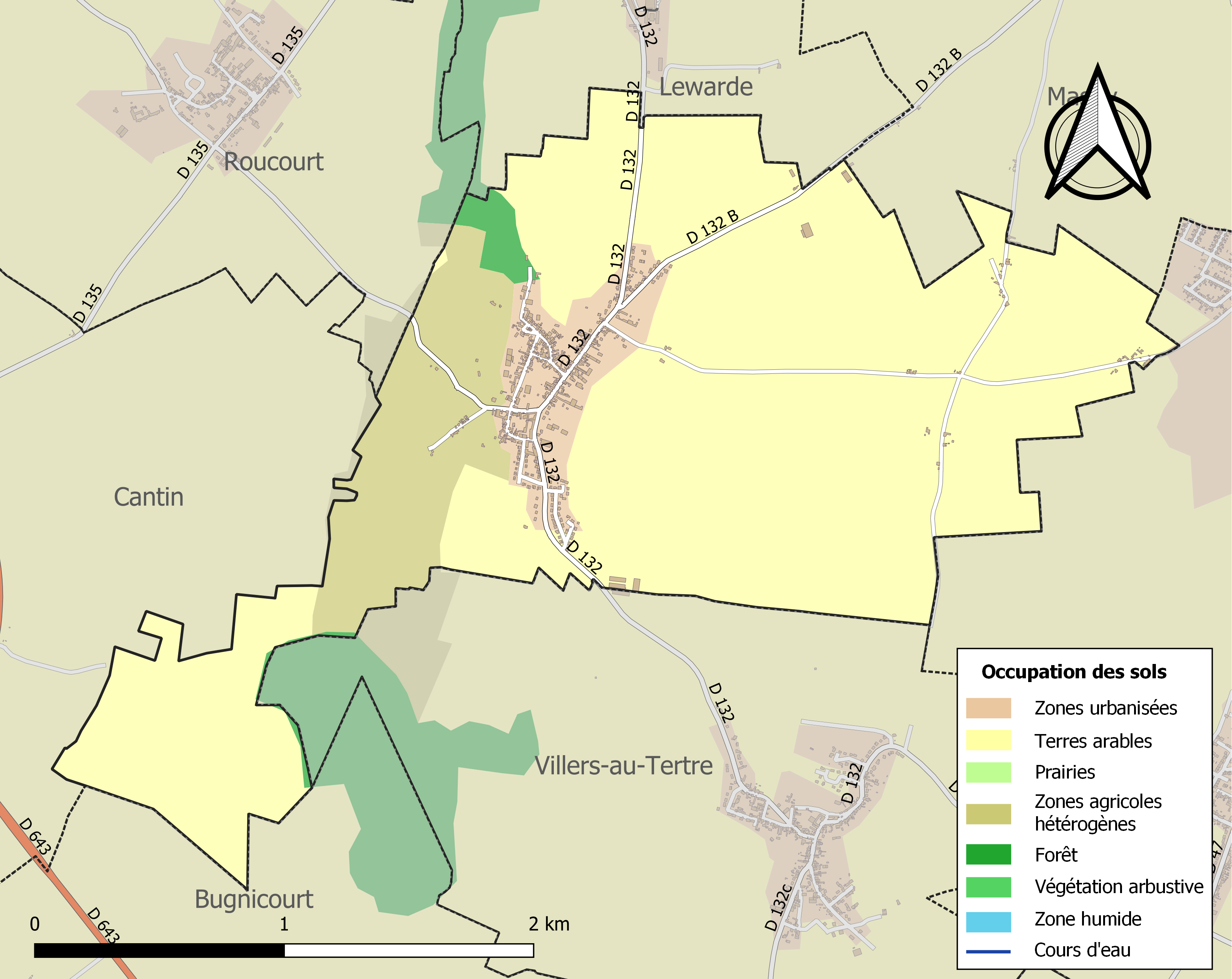
Carte des infrastructures et de l'occupation des sols de la commune en 2018 (CLC).

### Voies de communication et transports
La commune est desservie par la ligne 19 du réseau Évéole.

## Histoire
Plusieurs objets en pierre identifiés lors de fouilles archéologiques témoignent de la présence de l'homme sur le territoire dès la période néolithique. En 663, Erchin est cité sous la forme latine Ercinian dans le testament de Sainte Aldegonde. La Seigneurie devient la propriété du chanoine de Maubeuge jusqu'en 1789.
En 1072, la seigneurie appartient à l'Ostrevent puis passe au Comté de Hainaut en 1160. Le territoire devient français en 1676 puis à la Flandre Wallonne en 1782. Des bornes marquent encore les anciennes frontières avec le Bouchain Hainaut.
La ville s'industrialise et, au début du XXe siècle, l'économie se tourne vers les verreries locales et les mines de charbon.
Des inondations touchent la commune le 24 avril 1994.

### Héraldique
|  | Les armes de Erchin se blasonnent ainsi :"D'argent à trois chevrons de sable". Aussi les armes de la famille Anglaise tres ancienne de Ercedecne/Erchdecon/Archdekne/Archdeacon de Haccombe, Devon. |

## Politique et administration

### Tendances politiques et résultats
Alfred Boulain devient maire à l'issue des élections municipales de juin 1995
Lors du premier tour des élections municipales le 15 mars 2020, quinze sièges sont à pourvoir ; on dénombre 554 inscrits, dont 368 votants (52,67 %), 2 votes blancs (0,31 %) et 364 suffrages exprimés (98,91 %),. Romain Dupont y mène une liste nommée « Erchin, mon village ». Alfred Boulain ne se représente pas. Laurent Kumorek devient maire le 25 mai 2020.

### Liste des maires

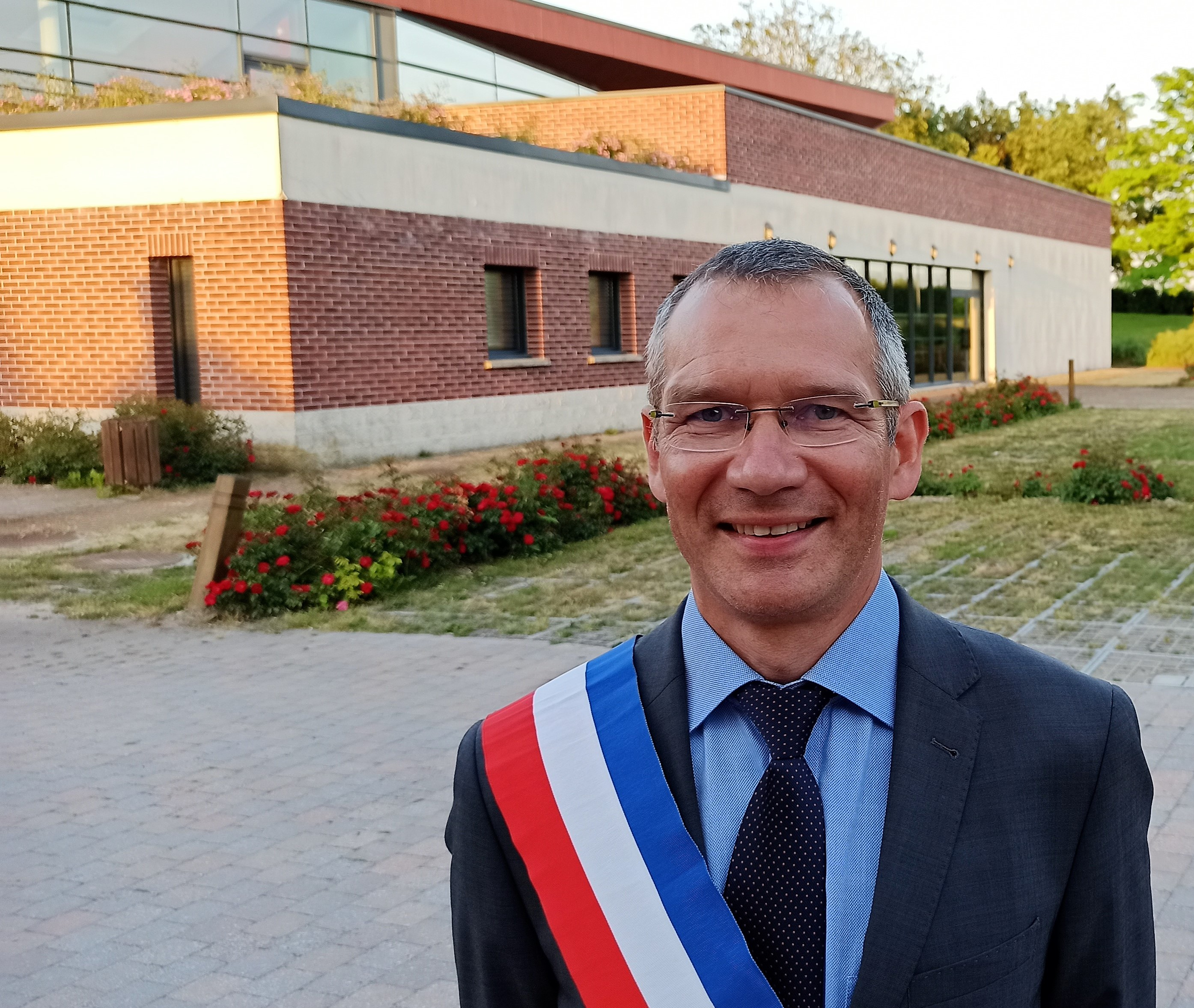
Laurent Kumorek élu maire le 25 mai 2020.

Maire de 1802 à 1808 : A. Jouvenet (ou Jouvenot?),.

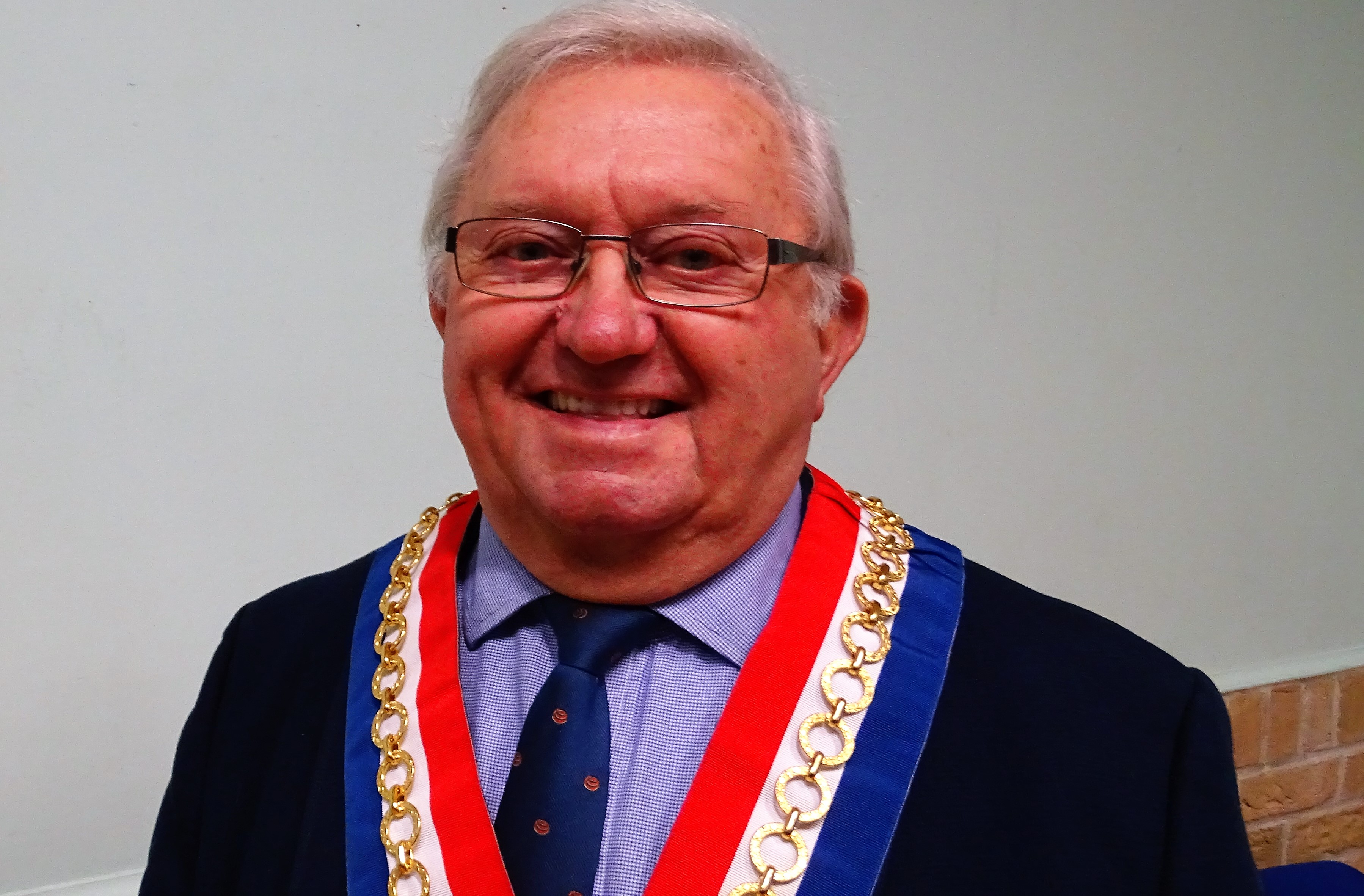
Alfred Boulain, maire, lors de la cérémonie des vœux 2019 en la salle des fêtes.

| Identité                                                  | Période     | Période     | Durée                      | Étiquette                                                                           |
| Identité                                                  | Début       | Fin         | Durée                      | Étiquette                                                                           |
| --------------------------------------------------------- | ----------- | ----------- | -------------------------- | ----------------------------------------------------------------------------------- |
| Hippolyte Bernard (d)                                     | 1896        | 1919        | 23 ans                     |                                                                                     |
| Paul Bernard (d)                                          | 1919        | 1944        | 25 ans                     |                                                                                     |
| Eugène Lefebvre (d)                                       | 1944        | 1945        | 1 an                       |                                                                                     |
| Armand Verdierre (d), (16 janvier 1905 - 23 juillet 1983) | 1945        | 1965        | 20 ans                     |                                                                                     |
| Edmond Gay (d) (17 août 1919 - 3 janvier 1999)            | 1965        | juin 1995   | 30 ans                     |                                                                                     |
| Alfred Boulain (d), (né le 20 mars 1937)                  | juin 1995   | 25 mai 2020 | 24 ans et 11 mois          | Rassemblement pour la République Union pour un mouvement populaire Les Républicains |
| Laurent Kumorek (d), (né le 14 novembre 1973)             | 25 mai 2020 | En cours    | 4 ans, 11 mois et 19 jours | indépendant                                                                         |

## Population et société

### Démographie

#### Évolution démographique
L'évolution du nombre d'habitants est connue à travers les recensements de la population effectués dans la commune depuis 1793. Pour les communes de moins de 10 000 habitants, une enquête de recensement portant sur toute la population est réalisée tous les cinq ans, les populations de référence des années intermédiaires étant quant à elles estimées par interpolation ou extrapolation. Pour la commune, le premier recensement exhaustif entrant dans le cadre du nouveau dispositif a été réalisé en 2004.

En 2022, la commune comptait 674 habitants, en évolution de −3,02 % par rapport à 2016 (Nord : +0,51 %, France hors Mayotte : +2,11 %).
| 1793 | 1800 | 1806 | 1821 | 1831 | 1836 | 1841 | 1846 | 1851 |
| ---- | ---- | ---- | ---- | ---- | ---- | ---- | ---- | ---- |
| 400  | 310  | 434  | 453  | 492  | 496  | 502  | 469  | 500  |

| 1856 | 1861 | 1866 | 1872 | 1876 | 1881 | 1886 | 1891 | 1896 |
| ---- | ---- | ---- | ---- | ---- | ---- | ---- | ---- | ---- |
| 496  | 482  | 507  | 505  | 507  | 490  | 519  | 569  | 612  |

| 1901 | 1906 | 1911 | 1921 | 1926 | 1931 | 1936 | 1946 | 1954 |
| ---- | ---- | ---- | ---- | ---- | ---- | ---- | ---- | ---- |
| 603  | 683  | 704  | 618  | 703  | 672  | 695  | 711  | 648  |

| 1962 | 1968 | 1975 | 1982 | 1990 | 1999 | 2004 | 2006 | 2009 |
| ---- | ---- | ---- | ---- | ---- | ---- | ---- | ---- | ---- |
| 625  | 644  | 630  | 653  | 810  | 781  | 741  | 722  | 760  |

| 2014 | 2019 | 2022 | - | - | - | - | - | - |
| ---- | ---- | ---- | - | - | - | - | - | - |
| 715  | 686  | 674  | - | - | - | - | - | - |

#### Pyramide des âges
En 2018, le taux de personnes d'un âge inférieur à 30 ans s'élève à 28,9 %, soit en dessous de la moyenne départementale (39,5 %). À l'inverse, le taux de personnes d'âge supérieur à 60 ans est de 29,8 % la même année, alors qu'il est de 22,5 % au niveau départemental.
En 2018, la commune comptait 356 hommes pour 333 femmes, soit un taux de 51,67 % d'hommes, largement supérieur au taux départemental (48,23 %).
Les pyramides des âges de la commune et du département s'établissent comme suit.
| Hommes | Classe d’âge | Femmes |
| ------ | ------------ | ------ |
| 0,0    | 90 ou +      | 1,5    |
| 5,1    | 75-89 ans    | 8,4    |
| 23,4   | 60-74 ans    | 21,4   |
| 22,0   | 45-59 ans    | 25,3   |
| 19,2   | 30-44 ans    | 16,0   |
| 13,3   | 15-29 ans    | 12,7   |
| 16,9   | 0-14 ans     | 14,8   |

| Hommes | Classe d’âge | Femmes |
| ------ | ------------ | ------ |
| 0,5    | 90 ou +      | 1,4    |
| 5,3    | 75-89 ans    | 8,1    |
| 14,8   | 60-74 ans    | 16,2   |
| 19,1   | 45-59 ans    | 18,4   |
| 19,5   | 30-44 ans    | 18,7   |
| 20,7   | 15-29 ans    | 19,1   |
| 20,2   | 0-14 ans     | 18     |

## Lieux et monuments
- L'église Sainte-Aldegonde.
- Le château d'Erchin, ancienne demeure de la famille Rousseau, commerçants textiles du XVIIIe siècle.
- L'église Notre-Dame-Du-Mont-Carmel se situe à l'emplacement de l'église mentionnée dans le testament de sainte Aldegonde en 663. Celle-ci est détruite en 1799. Les travaux de l'actuelle église débutent en 1839. Elle s'élargit en 1848 et 1875[13].

## Familles notables
- Famille Rousseau, grands commerçants textiles du Nord de la France, qui dirigèrent durant plusieurs décennies la ville d'Erchin, dont les maires André Joseph Rousseau (1714-1784) et Placide Rousseau (1756-1831). Avant la Révolution Française, qui détruisit leur empire commercial, les Rousseau s'étaient vus reconnaître en 1727 de la part du grand intendant de l'Hainaut, Jean Moreau de Séchelles, l'utilité et le rayonnement de leur entreprise. Ce dernier avait alors accordé à la famille le blasonnement suivant : De sinople au chevron d'or, surmonté de deux abeilles de même (Archives communales d'Erchin).  La Révolution Française prendra aux mains des Rousseau ce qu'ils avaient bâti. Ils devinrent en grande partie militaires, comme Anatole François Placide Rousseau qui fut décoré du titre de Chevalier de la Légion d'Honneur.
- Famille de Maubeuge (Blasonnement: Vairé d'or et de gueules), grands propriétaires fonciers dont les hectares de terre garantissaient une rente annuelle élevée, qui permit notamment d'ériger l'Eglise Sainte-Aldegonde (Archives régionales de Douai, Archives communales d'Erchin).

## Personnalités liées à la commune
- Gérard Merville, (1936-2014), entraineur de boxe du Ring Charles Humez Anichois, il a découvert Karim Chakim qui deviendra six fois champion de France et champion d'Europe.

## Folklore
Erchin a pour géant La Guerliche.

## Pour approfondir